# Горбатые-Шуйские
Горбатые-Шуйские или Горбатые — угасший княжеский род, представители младшей ветви Шуйских, Рюриковичи.
Род внесён в Бархатную книгу. При подаче документов (23 мая 1686), для внесения рода в Бархатную книгу, была предоставлена родословная роспись Горбатых.

## Происхождение и история рода
Родоначальник Иван Васильевич Шуйский по прозвищу Горбатый.  Наиболее заметны Горбатые-Шуйские в многочисленных Казанских походах.
Во время опричнины в 1564 году погибли Александр Борисович и Пётр Александрович, последние представители рода по мужской линии. Дочь Александра Борисовича, Евдокия, была замужем за Никитой Романовичем Юрьевым-Захарьиным, дедом царя Михаила Фёдоровича.
Родовой усыпальницей князей Горбатые-Шуйские являлся Николо-Шартомский монастырь в Шуйском районе.

## Известные представители
| №                                    | Имя, Отчество                         | № отца | Примечания |
| ------------------------------------ | ------------------------------------- | ------ | --- |
| 1                                    | Иван Васильевич Горбатый              |        | Родоначальник |
| 2                                    | Иван Иванович                         | 1      | |
| 3                                    | Андрей Иванович                       | 1      | Бездетный. В 1493 году первый воевода войск правой руки в Коломне.                                                       |
| 4                                    | Борис Иванович                        | 1      | Воевода. |
| 5                                    | Василий Иванович                      | 1      | Воевода и наместник. Женат на неизвестной, в инокинях Варсонофия, погребена в Суздальском Покровском девичьем монастыре. |
| 6                                    | Михаил Иванович Лапа                  | 2      | Боярин, бездетный. |
| 7                                    | Борис Иванович                        | 2      | Боярин. |
| 8                                    | Владимир Иванович                     | 2      | В 1551 году боярин, в ноябре послан воеводою под Чков и Березну. бездетный                                               |
| 9                                    | Иван Иванович                         | 2      | Воевода, наместник и окольничий.                                                                                         |
| 10                                   | Андрей Борисович Сучок (Бучен, Кучин) | 4      | Воевода, наместник и боярин.                                                                                             |
| 11                                   | Василий Борисович Кузнец              | 4      | Бездетный, известен по родословным.                                                                                      |
| 12                                   | Фёдор Борисович Кузнец                | 4      | В 1552 году погиб при взятии Казани, бездетный.                                                                          |
| 13                                   | Данила Борисович                      | 4      | Бездетный, известен по родословным.                                                                                      |
| 14                                   | Иван Борисович                        | 4      | Воевода и наместник, бездетный.                                                                                          |
| 15                                   | Михаил Васильевич                     | 5      | Воевода, наместник и боярин, бездетен.                                                                                   |
| 16                                   | Александр Борисович                   | 7      | Воевода и боярин, казнён († 1565).                                                                                       |
| 17                                   | Дмитрий Иванович                      | 9      | В 1540-1541 годах первый воевода на Мещере, бездетный.                                                                   |
| 18                                   | Василий Иванович                      | 9      | Воевода. |
| 19                                   | Фёдор Михайлович Сусло                | 15     | Стольник, в 1549 году пятый есаул в шведском походе.Бездетные                                                            |
| 20                                   | Пётр Александрович                    | 16     | Родился (1548), казнён с отцом († 1565).                                                                                 |
|                                      | Евдокия Александровна                 | 16     | Вторая жена Никиты Романовича Юрьева-Захарьина, деда царя Михаила Фёдоровича.                                            |
|                                      | Ирина Александровна                   | 16     | Жена князя Ивана Фёдоровича Мстиславского, умерла († 1565).                                                              |
| Род князей Горбатых-Шуйских пресёкся |                                       |        | |